# Anfallspunkt

Dachgrate (grün, 7), Verfallsgrat (grün, 17) und First (rosa, 5). Die Firstlinie trifft sich mit jeweils zwei Graten oder einem weiteren First und zwei Dachkehlen (gelb, 6) im Anfallspunkt.

Der Anfallspunkt oder Anfallpunkt ist ein Fachbegriff des Bauwesens und bezeichnet den Punkt eines Daches, an dem mehrere Grate mit der Firstlinie (z. B. beim Walmdach) oder ein Grat, ein First und eine Kehle zusammentreffen.
Am Anfallspunkt laufen eine Firstlinie und mindestens ein weiterer First oder zwei Grate zusammen. Statt Firstlinie oder Grat kann jeweils auch ein Verfallgrat (Verfallung) treten und zusätzlich können auch eine oder mehrere Kehlen zum Anfallpunkt stoßen.
Beim Walmdach und dem Krüppelwalmdach ist es der Punkt, an dem die Firstlinie die beiden Gratsparren des Walms schneidet. Es ist statisch günstig, wenn sich dort zwei Sparren des Hauptdaches treffen, die als Anfallsparren bezeichnet und zum  lastabtragenden Anfallsgebinde verbunden werden können. Eine andere Möglichkeit besteht darin, den Anfallspunkt mit einer Säule abzustützen.